# Mányoki Endre
Mányoki Endre (Budapest, 1954. augusztus 14. – 2022. szeptember 20. vagy előtte) tanár, író, újságíró, kritikus, szerkesztő, riporter.

## Tanulmányai
ELTE-BTK magyar nyelv és irodalom szakos tanár, orosz nyelv és irodalom szakos tanár (1978); MÚOSZ Újságíró Iskola (1980).

## Írásai

### Kötetei
- Szófa – Esszék és novellák, Vár ucca tizenhét könyvek 16., Művészetek Háza, Veszprém, 1997[3]
- Álom-katona – Esszék és novellák, Vár ucca 17 Kiadó, Veszprém, 1999.[4]
- Hungarian Academy of Fine Arts; szerk. Lázár Eszter, Mányoki Endre; angolra ford. Mitró Zsuzsa, Szalai Éva; Kijárat, Budapest, 1999

### Egyéb megjelent írásai
- A Mozgó Világ értékválasztásai (1971-1983), tanulmány, kézirat (folyamatban) 2005-
- Szikár ember lelke, Rott József novellisztikája, tanulmány. Hitel, 2005. 10. 24-35. old.
- Endúró, novella, www.regenytar.hu
- TriNapló, novellafüzér, A Dunánál, 2005/4.
- Nemesség és autonómia, esszé, in: A rendszerváltozás a Magyar Szemlében, Válasz Könyvkiadó, 2003, 45-50. p.
- "Szemközt a pusztulással", esszésorozat, Tiszatáj, 1993 január–1993 október
- Én-ek. Radikális formaújító kísérletek a szovjet-orosz irodalomban, tanulmány és fordítások, Iskolakultúra, 1992. (különnyomat)
- Tagjai Vagyunk Egymásnak, Írások Mészöly Miklós 70. születésnapjára, Szépirodalmi Kiadó, 1991
- A Chabert ezredes – tévéjáték (1987) forgatókönyvírója.[5]
- Írásai a Kortársban, a Fotóművészetben, a Hitelben, a Napi Magyarországban, a Vár utca tizenhétben, az Iskolakultúrában, az Új Magyarországban, a Magyar Nemzetben, a Magyar Szemlében, az EX Symposionban, és az Új forrásban jelentek meg.[6][7]

## Munkássága
- A Kortárs Kiadó igazgatója. (1994-1996).
- Az Irodalmi Jelen szerkesztője (2010-).[8]
- Magyar Távirati Iroda Projektigazgatója volt (2000-2003).
- Fotó felelős szerkesztője (1986-1988).
- Rovatszerkesztője volt a Magyar Nemzetnek (2000-2001), a Napi Magyarországnak (Hétvégi Magazin, 1998-2000), a Új Magyarországnak (1997-1998), a Kortársnak (prózarovat, 1992-1995), a Hitelnek (kritika rovat)(1988-1992), a Fotónak (1986-1988), és a Mozgó Világnak (líra rovat, 1978-1983).
- A Magyar Televízió (1987-1989) és a Visszhang (1982-1984) szerkesztője. Az Iskolakultúra (1981-1984) és a Mozgó Világ (1978-1983) olvasószerkesztője.

### Oktatói tevékenysége
- Egyetemi adjunktus a Magyar Képzőművészeti Egyetem Tanárképző Tanszékén (1998-).[9]
- Vizuális Nevelés Tanszék, óraadó tanár, Íráskészség-művelés (1993-1998).
- Klebelsberg Kunó Művelődési Központ filmművészeti szakértő, előadó (2004-2007).
- Határon túli magyar egyetemi hallgatók Illyés Gyula Kollégiuma közép-európa filmművészete, sorozatszerkesztő, előadó (2001-2003).
- Janus Pannonius Tudományegyetem Pedagógiai Intézet tudományos munkatársa. A magyar közírás műfajai, Filozófiai alaphelyzetek a művészetben. (1996-1998).
- TIT József Attila Szabadegyetem, Kortárs magyar irodalom, előadó (1981-1986).

## Tagságai
- Magyar Írószövetség (1990-)
- József Attila Kör vezetőségi tag, (1983-1986)
- Magyar Újságírók Országos Szövetsége (1980-)

## Ösztöndíjai[10]
- Móricz Zsigmond-ösztöndíj (1984, 1987)
- Eötvös József-ösztöndíj 1988